# Standardállapot
A standardállapot kémiai kifejezés. Azokat a reakciókörülményeket nevezik így, amelyeknél a nyomás 1 bar, azaz 100 000 Pa. Mivel a többi körülmény (például a hőmérséklet) nincs fixálva, nemcsak a 25 °C-ra, hanem bármely más hőmérsékletre is vonatkozhat (feltéve, ha a nyomás 1 bar), ezért a hőmérséklet megadása is szükséges. A kifejezés a fizikai kémiában használatos mint standardentrópia, vagy standardentalpia; ebben az értelmezésben nem feltétlenül gázállapotra.
A standardállapotú ideális gázok egységnyi anyagmennyisége (1 mól), 25,0 Celsius-fokon (298,15 kelvin), 100 000 Pa légköri nyomáson 0,02479 m3 térfogattal rendelkezik. Ez tehát magában foglalja a moláris térfogat meghatározását is: az ideális gáz moláris térfogata 100 000 Pa nyomáson és 25 °C hőmérsékleten 0,02479 m3/mol. A standardállapoton kívül megkülönböztetnek normálállapotot is.

## Értelmezése
A standardállapotok részben légnemű anyagok mennyiségének és áramlásának egyértelműsítésére használatosak. Másrészt a kémia, termodinamika és a fizikai kémia területén az állapotjelzők egyértelmű megadásához szükségesek. Az IUPAC ajánlása elsődlegesen a nyomás értékét rögzíti; a hőmérséklet referenciaértéke lehet akár a 0 K, a fagypont, vagy a szobahőmérséklet. A standardállapotot jelölő szimbólumra vonatkoztatva azt írja (például B anyag moláris normálentrópiája, {\displaystyle S_{B}^{\ominus }}):

„Since {\displaystyle T^{\ominus }} would mean a standard temperature in general, the use of {\displaystyle T^{\ominus }} to mean exclusively 298.15 K is strongly discouraged.”

„Minthogy a {\displaystyle T^{\ominus }} csak általánosságban jelenti a normál hőmérsékletet, erősen ellenjavallt, hogy 298,15 K-ként értelmezzék.”

A fentiek vonatkoznak az állapotváltozások, az állapotok, a halmazállapotok, a képződéshő, a kémiai reakciók, kristályosodás, az oldás, és sok más egyéb jelenség jelölésére; a kémiai potenciál, a normálentalpia, a normálentrópia, a Gibbs energia, a fugacitás, az egyensúlyi állandó referenciaértékének megadására.
A szabványos nyomás jele (és értéke) ennek értelmében {\displaystyle p^{\ominus }=100\ 000\ \mathrm {Pa} }
Példa a kémiai potenciál jelölésére: {\displaystyle \mu _{B}^{\ominus }(g,T)}, ahol B bármely anyagot jelölhet, g a légnemű halmazállapot jele (gas), T a referencia hőmérséklet. Ha a definíció eltérő referenciaállapotra vonatkozik, azt jelölni kell, például: {\displaystyle \mu _{B}^{\ominus }(g,T,p,y)}, ahol p a nyomás és y a móltört (ha elegyről van szó). A bután gőz parciális moláris térfogata így adható meg 100 Celsius-fokon, 2 bar nyomáson és 0,8 móltörtre: {\displaystyle V_{C_{4}H_{10}}(g,373,15\ \mathrm {K} ,2\ \mathrm {bar} ,0,8)}.
Magyar nyelvű szövegben a felsorolás jele és a tizedesvessző összetéveszthető, ezért célszerű a pontosvessző használata, pl.: {\displaystyle V_{C_{4}H_{10}}(g;373,15\ \mathrm {K} ;2\ \mathrm {bar} ;0,8)}

### Fizikai mennyiség változásának standard értéke
Egy mennyiség megváltozásának jelölése során a nyomás jele elhagyható, amennyiben állandó nyomásra vonatkozik a változás: {\displaystyle \Delta _{s}^{l}H^{\ominus }=H^{\ominus }(l)-H^{\ominus }(s)}, ahol l a folyékony halmazállapot (liquid), s a szilárd (solid), ez így együtt tehát nem más, mint a moláris fagyáshő.
Az IUPAC jelölésrendszer a fizikai és kémiai változásokra sorol fel jeleket. Leggyakrabban a moláris entalpiára és a moláris entrópiára ismertetik ezek értékét a nemzetközi források, főként a standard képződési entalpia (képződéshő), a standard reakcióentalpia (reakcióhő), illetve a fázisátalakulások esetére. Megadható lenne, de nem használják például a belső energia, a Gibbs-függvény, a szabadentalpia, az oldáshő, és sok más fizikai–kémiai mennyiségre.
Példaképpen az ammónia párolgáshőjének értéke:
{\displaystyle \Delta _{vap}H_{100000Pa}^{\ominus }=23,34\ {\mbox{kJ/mol}}}
{\displaystyle \Delta _{vap}H_{101325Pa}^{\ominus }=23,32\ {\mbox{kJ/mol}}}
Párolgási standard entrópia:
{\displaystyle \Delta _{vap}S_{100000Pa}^{\ominus }=97,4\ {\mbox{J/mol K}}}
{\displaystyle \Delta _{vap}S_{101325Pa}^{\ominus }=97,2\ {\mbox{J/mol K}}}
Párolgási belső energia:
{\displaystyle \Delta _{vap}U_{100000Pa}^{\ominus }=21,34\ {\mbox{kJ/mol}}}
{\displaystyle \Delta _{vap}U_{101325Pa}^{\ominus }=21,33\ {\mbox{kJ/mol}}}

## Klasszikus meghatározása
A normálállapot a következőket jelenti: pontosan 0 °C hőmérséklet (273,15 K), és 1 atmoszféra nyomás (101 325 Pa), 0,02241 m3 térfogat. Ezek az értékek megközelítőleg megegyeznek a tengerszinten mért légköri nyomással és a víz fagyáspontjával.

## Változatok
Magyarországon két referencia-állapotot értelmeztek. Technikai normálállapotnak nevezték a technikai nyomás-mértékegységgel értelmezett állapotot:
98 066,5 Pa nyomás és 20 °C hőmérséklet
Fizikai normálállapotnak (megkülönböztetésül):
101 325 Pa nyomás és 0 °C hőmérséklet
Az IUPAC 1982-ig a 101 325 Pa, azaz 1 atm értéket ajánlotta a standard nyomás definíciójaként, elsősorban praktikus okokból; ez a légköri nyomás tengerszinten. Ez az ajánlott érték 1982-től megváltozott 100 000 Pa-ra, azaz 1 bar-ra.
Az Amerikai Egyesült Államok területén ma is 101 325 Pa a szabványos normálállapot (a NIST definícióját követve), szemben az ISO (Nemzetközi Szabványügyi Szervezet) ajánlásával.